# 陆载
陆载（?—?），一名万载，吴郡吴县（今江苏省苏州市）人，出自吴郡陆氏太尉枝，东晋、胡夏、北魏官员。

## 生平
陆载是东晋太尉陆玩的孙子，在东晋历任临海郡太守、秘书监、侍中。从陆玩到陆载三代人都曾担任侍中，都有名声与品行。义熙十三年（417年），陆载以宋王司马的身份跟随刘裕北伐平定关中，刘裕撤退时，留下陆载担任刘义真的长史，随刘义真镇守长安，陆载因此就陷落于赫连氏胡夏。魏太武帝平赫连氏，陆载就在北魏为官，出任中山郡太守，陆载临终前告诫子孙说：“钟仪奏乐演奏的是家乡的音乐，是不忘记自己的根本。以后说到你们的祖先，不要违反此心。”

## 佛教信仰
陆载有才气善于谈笑戏谑，受到北魏王公贵人的称许看重，但是陆载喜爱清虚恬静，经常以佛法为意，每每阅读各种佛经宣扬深奥的义理。陆载晚年，精读佛经时佛经的字好像都会放光，口中诵读《法华经》，就好像含着舍利子一样。

## 其他
西北大学国际教育学院副教授高淑君根据《步陆逞神道碑》中“吴人有降附者，悉领为别军。自是官师拥铎，更为吴、越之兵；君子习流，别有楼船之阵”指出，东晋军队从长安败退时，有不少吴兵羁留北地，后来北魏与刘宋交战，又有大量吴兵被俘。陆载身为南人旧将，有统领吴兵的便利和优势。由毛修之之事和陆载之子陆侨重视降附吴兵的情况推测，陆载得以“仗剑魏室”，大约与其能领吴兵有很大关系。

## 家庭

### 祖父
- 陆玩，东晋侍中、司空，赠太尉、兴平康伯[5]

### 父亲
- 陆始，东晋五兵尚书、侍中[5]

### 兄弟
- 陆俶[5]

### 子女
- 陆道玩[5]
- 陆群[5]
- 陆仲元，刘宋侍中、吴郡太守
- 陆叔元[5]
- 陆子真，刘宋东阳郡太守
- 陆乔[1]，北魏冠军将军、营州刺史[6]

### 孙
- 陆政，陆侨子，西魏行台左丞、原州长史、中都县伯
- 陸慧徹，陸子真子，劉宋車騎府法曹行參軍[13]
- 陸慧曉，陸子真子，南齊輔國將軍、南兖州刺史